# ネットワーカー
ネットワーカー（英語：networker）とは、第1義には、コンピュータネットワークの利用者のこと。しかし、コンピュータネットワークを最重要手段として有償労働をする者をも指す。仕事上の事情通をも指す。随所に人脈を持つ者をも指す。さらには、ネットワークビジネスをする人の自称でもある。